# دی ام دی ام هیدانتوین
دی ام دی ام هیدانتوین (به انگلیسی: DMDM hydantoin) با فرمول شیمیایی C۷H۱۲N۲O۴ یک ترکیب شیمیایی با شناسه پاب‌کم ۸۸۹۲ است. که جرم مولی آن ۱۸۸٫۱۸ گرم بر مول می‌باشد.